# Josip Friščić
Josip Friščić (Subotica Podravska, 15. kolovoza 1949. – Koprivnica, 23. siječnja 2016.), bio je hrvatski političar, bivši potpredsjednik Hrvatskog sabora, bivši predsjednik HSS-a. Župan Koprivničko-križevačke županije od 2001. do  2008. godine.

## Životopis
Josip Friščić rođen je u Subotici Podravskoj 1949. godine. Osnovnu školu završio je u Rasinji, srednju školu u Koprivnici a diplomirao je ekonomiju na Fakultetu organizacije i informatike u Varaždinu.
Godine 1971. zapošljava se u Zajednici za financiranje osnovnog školstva, a 1989. godine izabran je za tajnika SIZ-a odgoja i osnovnog obrazovanja općine Koprivnica. Od 1992. godine član je HSS-a. Osnivač je velikog broja ogranaka i općinskih organizacija. Rješenjem župana Koprivničko-križevačke županije od 29. lipnja 1993. godine imenovan za vršitelja dužnosti tajnika Sekretarijata za gospodarstvo u Koprivnici, a u siječnju 1994. godine postavljen je na položaj vršitelja dužnosti pročelnika Ureda za gospodarstvo Koprivničko-križevačke županije. 
Početkom velikosrpske agresije na Republiku Hrvatsku, te pojave ratne opasnosti imenovan je u Krizni štab općine Koprivnica, te obavlja poslove u vezi funkcioniranja društvenih djelatnosti i poslove organizacije prihvata i zbrinjavanja prognanika i izbjeglica. Odlukom Ureda Vlade Republike Hrvatske imenovan je za predsjednika Odbora za prikupljanje i distribuciju humanitarne pomoći. Nakon donošenja Zakona o lokalnoj samoupravi i upravi te nakon ustroja Grada Koprivnica kao jedinice lokalne samouprave, imenovan je za pročelnika Upravnog odjela za financije i gospodarstvo Grada Koprivnice. U dva mandata odlukom Županijske skupštine Koprivničko-križevačka županija izabran je za člana Županijskog poglavarstva. 
U više razdoblja član je stručnih timova za izradu programa razvoja općine Koprivnica i Koprivničko-križevačke županije. Poseban doprinos daje kao nositelj programa razvoja poduzetničkih zona za obrt, malo i srednje poduzetništvo te njihovog povezivanja s velikim gospodarskim subjektima. Dugi niz godina obnaša veći broj funkcija u društvenim, športskim i humanitarnim organizacijama. Nakon izbora 2001. godine izabran je za župana Koprivničko-križevačke županije. U radnim aktivnostima posebno se zalaže za unapređivanje materijalnog stanja djelatnosti društvene brige o djeci predškolske dobi i osnovnog školstva. Rukovodio je poslovima izgradnje niza objekata u tim djelatnostima uz punu suradnju i pomoć gospodarstvenika na koprivničkom području. 
Dana 17. prosinca 2005. izabran za predsjednika HSS-a. 11. siječnja 2008. godine izabran je za potpredsjednika Hrvatskog sabora. Na toj funkciji ostao je do 23. prosinca 2011. Desetljećima je društveno aktivan u selu Koprivničkom Ivancu, gdje živi i u kojem je godinama rada bitno unaprijedio društveni život. Godine 2012. prestao je obnašati dužnost predsjednika HSS-a, a zamijenio ga je Branko Hrg.
Mladen Pavković objavio je spomen-monografiju "Josip Friščić" (2016.) te knjigu "Josip Friščić-pet godina poslije" (2021.), dok je na njegovu inicijativu UHBDR91. postavila i otkrila spomen - ploču na obiteljskoj kući u Koprivničkom Ivancu (2016.), gdje je živio.
Umro je u Koprivnici, 23. siječnja 2016. godine.

## Nagrade
- 2010.: Počasni građanin grada Metkovića
- 2011.: Nagrada za životno djelo Koprivničko-križevačke županije.[2]